# San Pietro al Natisone
San Pietro al Natisone (friülà San Pieri dai Sclavons , eslovè Špietar) és un municipi italià, dins de la província d'Udine. Forma part de l'Eslàvia friülana. L'any 2007 tenia 2.255 habitants. Limita amb els municipis de Cividale del Friuli, Prepotto, Pulfero, San Leonardo, Savogna i Torreano. Segons el cens de 1971, el 87,8% de la població són eslovens.

## Fraccions
Altovizza/Atovca, Azzida/Ažla, Becis/Bečja, Biarzo/Bjarč, Cedron, Chiabai/Čabaji, Clenia/Klenje, Cocevaro/Kočebar, Correda/Koreda, Costa/Kuosta, Macorins/Mohorin, Mezzana/Mečana, Oculis/Nokula, Podar, Ponteacco/Petjag, Ponte San Quirino/Muost/Puint, Puoie/Puoje, Sorzento/Sarženta, Tarpezzo/Tarpeč, Tiglio/Lipa, Vernassino/Gorenj Barnas, Sotto Vernassino/Pod Barnas, Vernasso/Dolenj Barnas

## Administració
| Període   | Identitat        | Partit      |
| --------- | ---------------- | ----------- |
| 2004-2014 | Tiziano Manzini  | Centredreta |
| 2014-     | Mariano Zufferli | Centredreta |

## Galeria fotogràfica

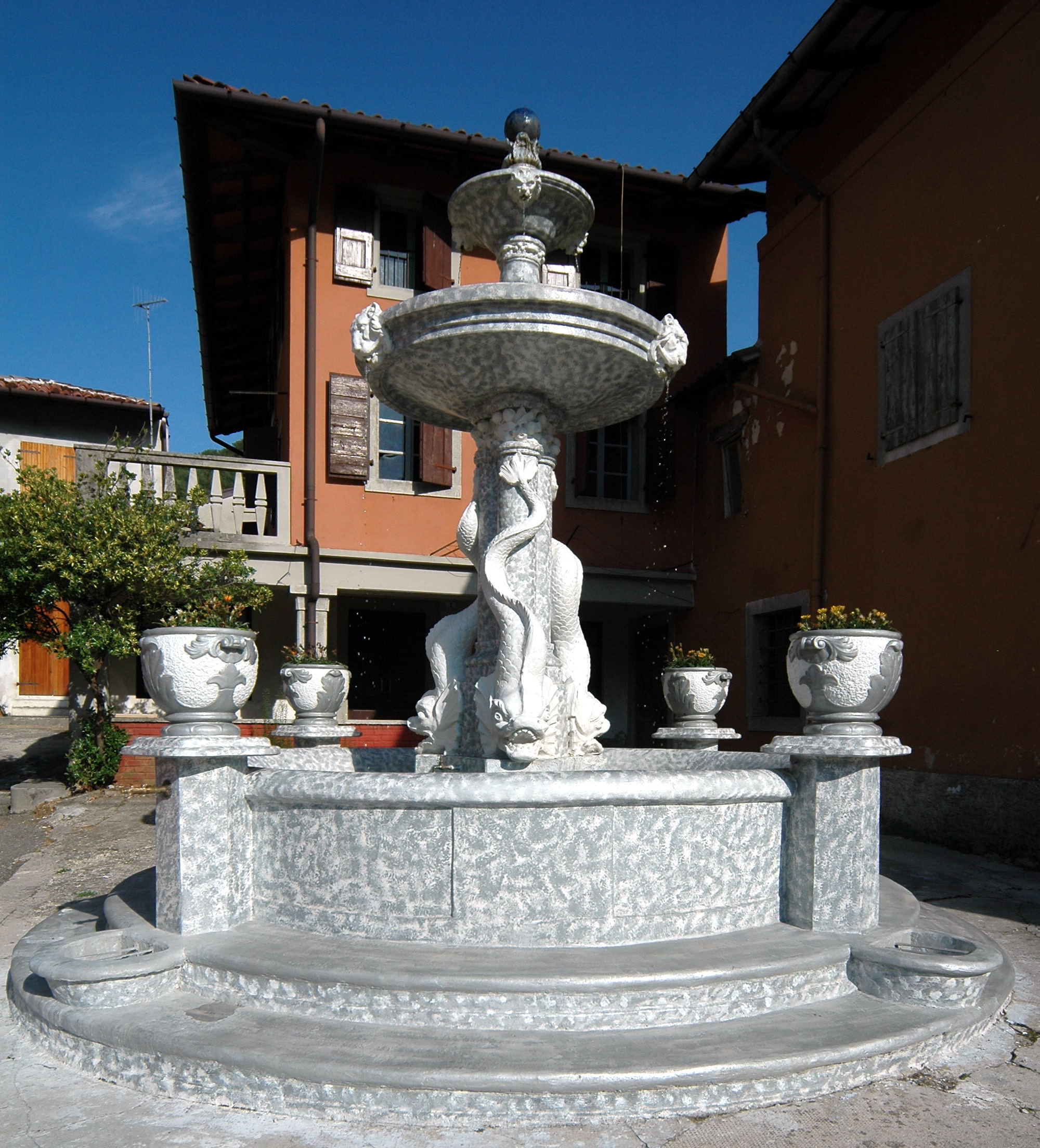
La font
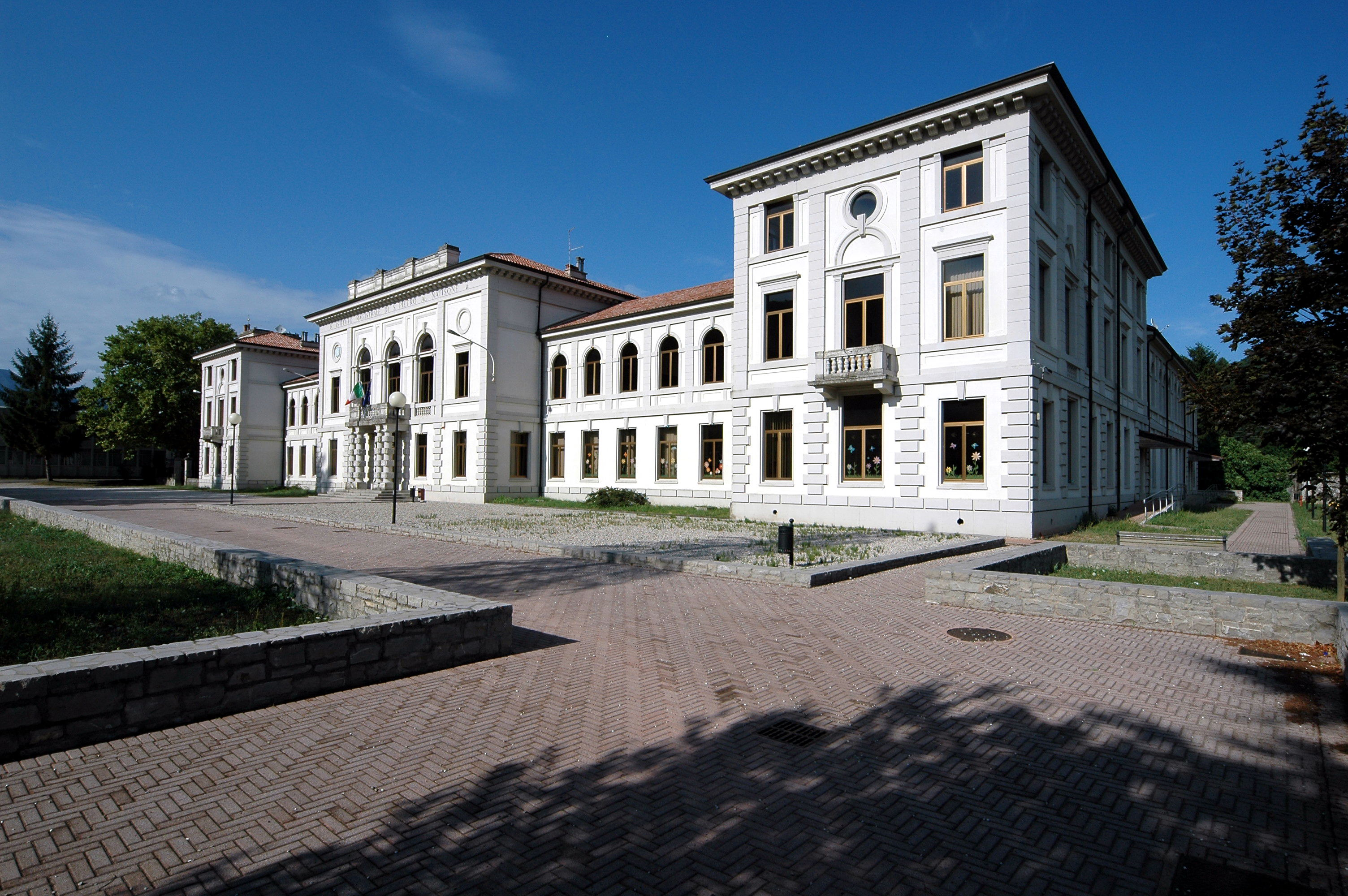
L'institut magistral
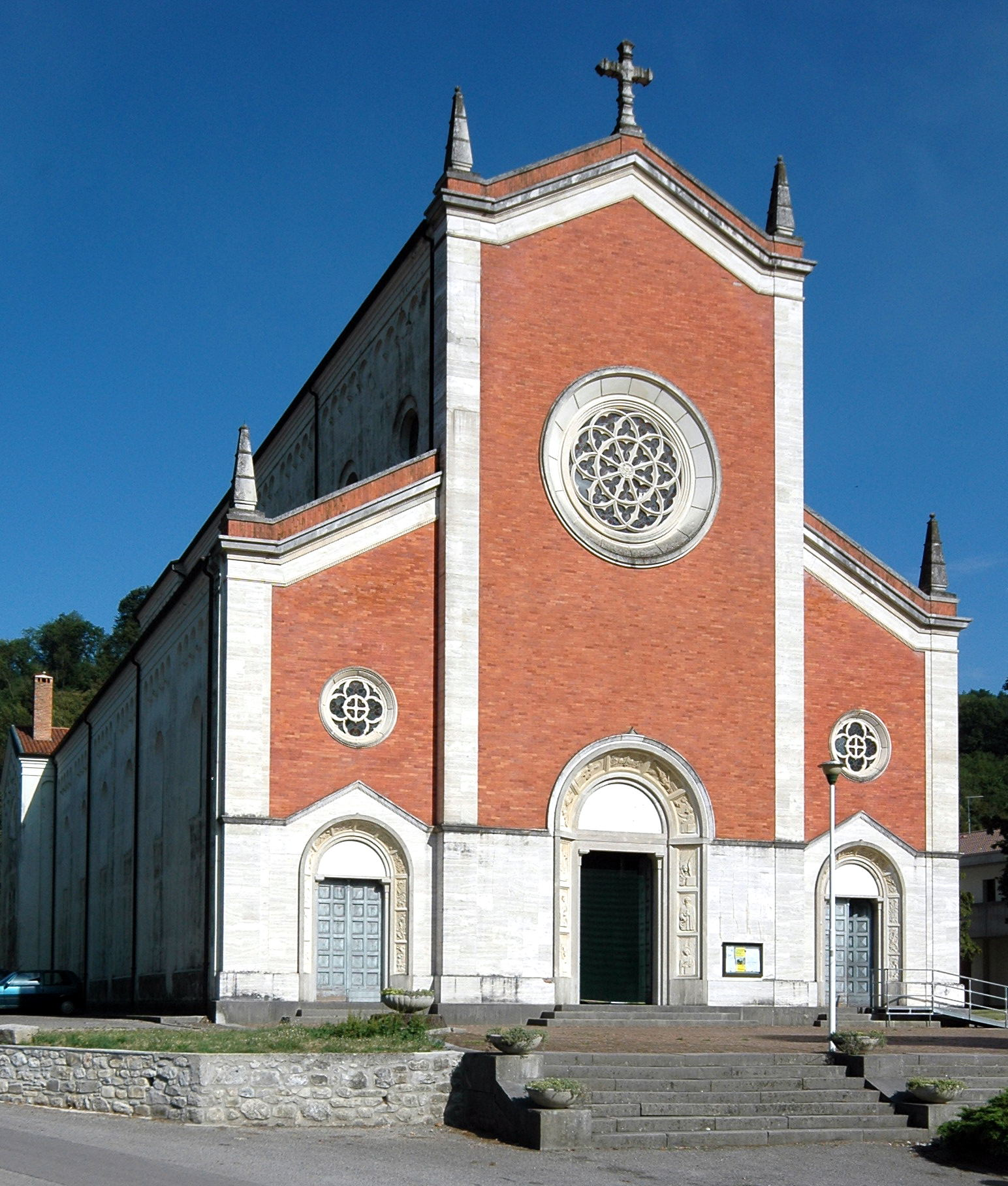
La façana de l'església parroquial
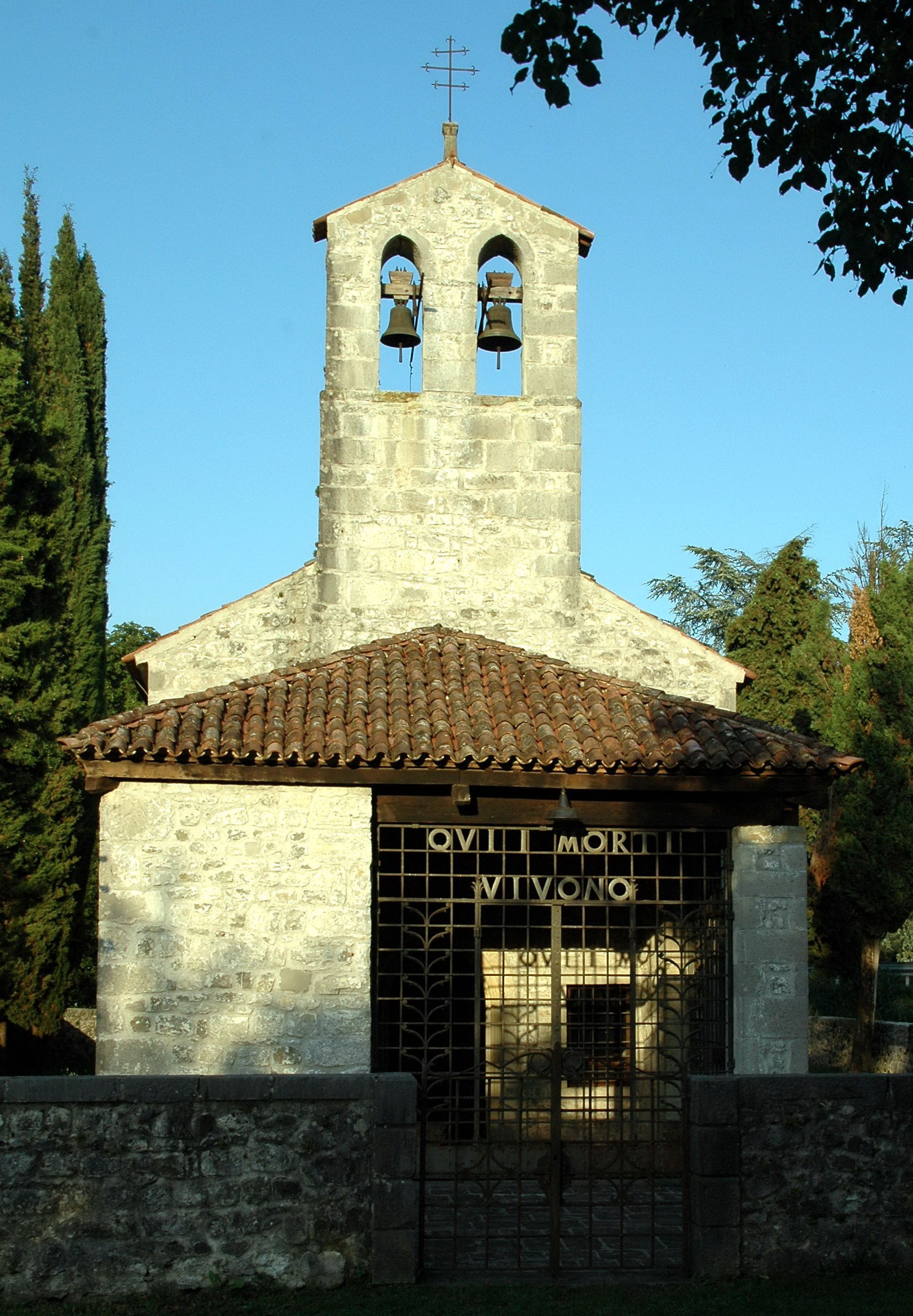
L'Església de San Quirino